# André Rigal
André Rigal, nacido en Marvejols (Lozère) el 3 de junio de 1888, fecha de fallecimiento desconocida, fue un pintor y escultor francés.

## Datos biográficos
Alumno de Gabriel Ferrier, un reconocido maestro de grandes artistas franceses, en la Escuela de Bellas Artes de París, a partir de noviembre de 1908; Prix de Rome de 1911, pensionado en la villa Médici, Premio Ab El Tif 1924, trabajó en Argelia en los años 1925 y 1930, y en el periodo de 1945 a 1950, hará un notable inventario de los grabados rupestres de los Tassili n'Ajjer en el Sahara.
Expone en 1923 en la galería Allard de Argel, en 1926 (exposición Abd el Tif) con Bouchaud, Berthommé Saint André, Cormeau y Pineau, en 1959 en Nantes galería Mignon-Massart.